# مانیتور روسالکا روسیه
مانیتور روسالکا روسیه (روسی: Русалка) یکی از دو کشتی مانیتور کلاس کارودیکا، روسیه بوده‌است.
این کشتی که از تاریخ ۱۲ سپتامبر ۱۸۶۷ شروع به کار کرده در ۷ سپتامبر ۱۸۹۳ در خلیج فنلاند به علت طوفان شدید غرق شد و تمام ۱۷۷ خدمه آن کشته شدند.

## مشخصات
- وزن: ۲٬۱۳۴ تن
- طول: ۶۲٫۸ متر
- عرض: ۱۲٫۸ متر
- قدرت: ۸۷۵ اسب بخار (۶۵۲ کیلووات)
- سرعت: ۸ گره (۱۵ کیلومتر بر ساعت)